# Muricea fruticosa
Muricea fruticosa är en korallart som beskrevs av Addison Emery Verrill 1869. Muricea fruticosa ingår i släktet Muricea och familjen Plexauridae. Inga underarter finns listade i Catalogue of Life.